# Толстые

Предки Льва Толстого

Толсты́е — разветвлённый русский столбовой дворянский, а позже графский род, считавший своим предком легендарного Индриса. Возвысился в конце XVII века благодаря ратным подвигам воеводы Андрея Васильевича Толстого, получившего чин думного дворянина, а затем окольничего.
С начала XVIII века потомки Петра Андреевича Толстого носят титул графа. Старшая, нетитулованная ветвь рода происходит от старшего брата первого графа Толстого — Ивана Андреевича, который приходился свояком царю Фёдору Алексеевичу.
В 1910 г. представители нетитулованной ветви рода в память о происхождении (по женской линии) от угасшего рода Милославских получили право называться Толстыми-Милославскими.
Ранее, в 1860 г., другой представитель нетитулованной ветви, будучи внуком не имевшего сыновей князя Кутузова, в память о нём получил дозволение принять фамилию «Голенищев-Кутузов-Толстой». К той же ветви принадлежал и граф Остерман-Толстой (ум. 1857).

## Первый граф Толстой
Петр Андреевич Толстой (1645—1729), служивший в конце XVII века при дворе стольником, помогал в организации стрелецкого бунта. После падения царевны Софии Петр Андреевич перешёл на сторону царя Петра.
В 1701 году Толстой назначен был посланником в Константинополь. В период с 1710 по 1713 годы, когда отношения России с Турцией ухудшались, Толстой дважды попадал в заточение в Семибашенном замке.
В 1717 году П. А. Толстой был послан в Италию с целью привезти в Россию мятежного царевича Алексея. Миссия была успешной и положение Толстого при дворе упрочилось.
При короновании Екатерины I в 1724 году Толстой получил титул графа. После воцарения Петра II, сына царевича Алексея, Толстой лишился графского титула и был сослан в Соловецкий монастырь, где умер в феврале 1729 года.
В 1760 году, в царствование императрицы Елизаветы, внуку графа Петра Андреевича (и прямому прадеду графа Льва Николаевича), Андрею Ивановичу Толстому было возвращено графское достоинство.

## Персоналии

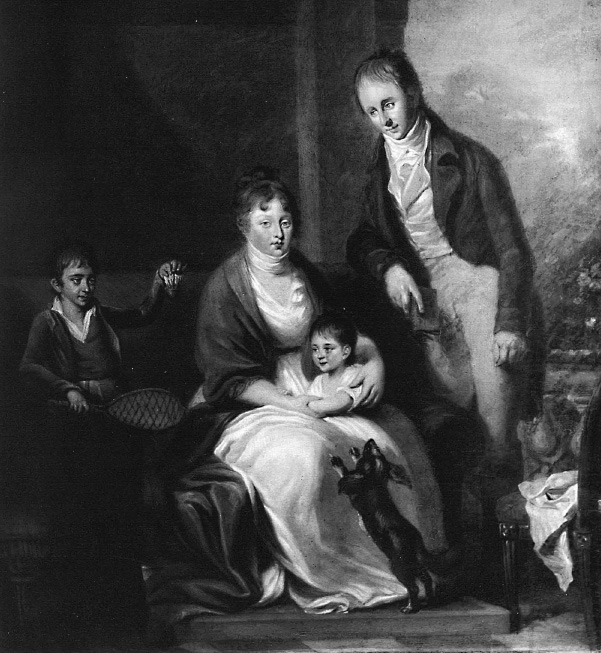
Семейство Сергея Васильевича Толстого

Андрей Васильевич Толстой (ум. 1688), окольничий; женат на сестре ближнего боярина И. М. Милославского.
1. Иван Андреевич (1644—1713), тайный советник, азовский губернатор; женат на сестре царицы Марфы Апраксиной
  1. Борис Иванович, полковник, симбирский воевода (ум. 1756)[1]; женат на Марии Фёдоровне Зелёной, наследнице села Ундоры
    1. Василий Борисович (1706–1790), статский советник; женат на Дарье Никитичне Змеевой; от них происходит старшая нетитулованная ветвь Толстых ➤
    2. Василий Иванович, двоюродный племянник предыдущего, полковник; женат на Александре Ивановне Майковой
      1. Сергей (1771—1823), гвардии капитан-поручик; женат на кнж. Елене Петровне Долгоруковой
        1. Владимир (1806–1888), декабрист
        2. Александра, жена графа А. Н. Панина

      2. Мария, жена П. И. Фонвизина
      3. Елена, жена князя В. А. Хованского, мать художника А. И. Мамонова
2. Граф (1724–27) Пётр Андреевич Толстой (1645—1729), действительный тайный советник, член Верховного тайного совета; женат на Соломониде Тимофеевне Дубровской; от этого брака происходят графы Толстые.
  1. Иван Петрович (ум. 1728 на Соловках), действительный статский советник, владелец села Истомино; женат на Прасковье Михайловне Ртищевой, внучатой племяннице Ф. М. Ртищева
    1. Василий (1718–1785), действительный статский советник; женат на Анне Яковлевне Протасовой Дочь графа Андрея Ивановича Толстого

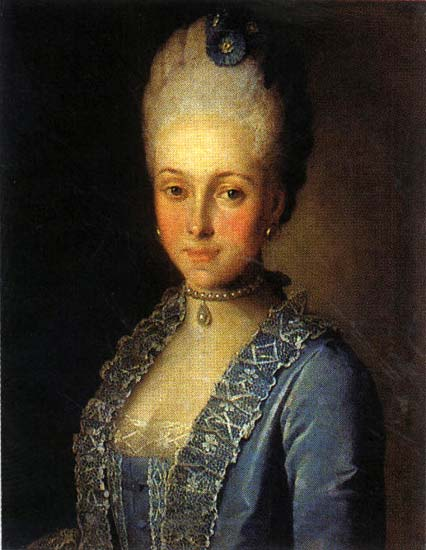
Дочь графа Андрея Ивановича Толстого

      1. Варфоломей (ум. 1838), камергер; женат на грф. Анне Петровне Протасовой, известной своими чудачествами
      2. Ирина, жена кн. М. Я. Хилкова

    2. Андрей (1721—1803); женат на кнж. Александре Ивановне Щетининой ➤
    3. Борис (1723—1786), статский советник; женат на Марии Сергеевне Борщевой и на кнж. Екатерине Петровне Гагариной
      1. Дмитрий (1763—1844), генерал-майор; женат на Елизавете Андреевне Закревской; к числу их потомков по прямой мужской линии принадлежал советский разведчик Д. А. Быстролетов (1901-75)

    4. Фёдор (1726-1760), тайный советник; женат на кнж. Евдокии Михайловне Волконской
      1. Степан (1756—1809), бригадир; женат на кнж. Александре Николаевне Щербатовой ➤
      2. Николай (ум. 1820), премьер-майор; женат на кнж. Наталье Андреевне Львовой
        1. Дмитрий Толстой-Знаменский (1806-84), тайный советник, археолог

    5. Прасковья, жена кн. И. В. Одоевского
    6. Мария, жена гвардии майора П. В. Чаадаева; их внук мыслитель П. Я. Чаадаев
    7. Александра, жена генерал-поручика И. П. Леонтьева

  2. Пётр Петрович (ум. 1728), полковник Нежинского полка; женат на дочери гетмана И. И. Скоропадского
    1. Александр (1719-92), майор; женат на Евдокии Львовне Измайловой ➤
    2. Иван
      1. Николай (1758—1818), генерал-майор; оставил потомство

    3. Анастасия, жена генерал-аншефа И. А. Салтыкова; их сын князь Н. И. Салтыков

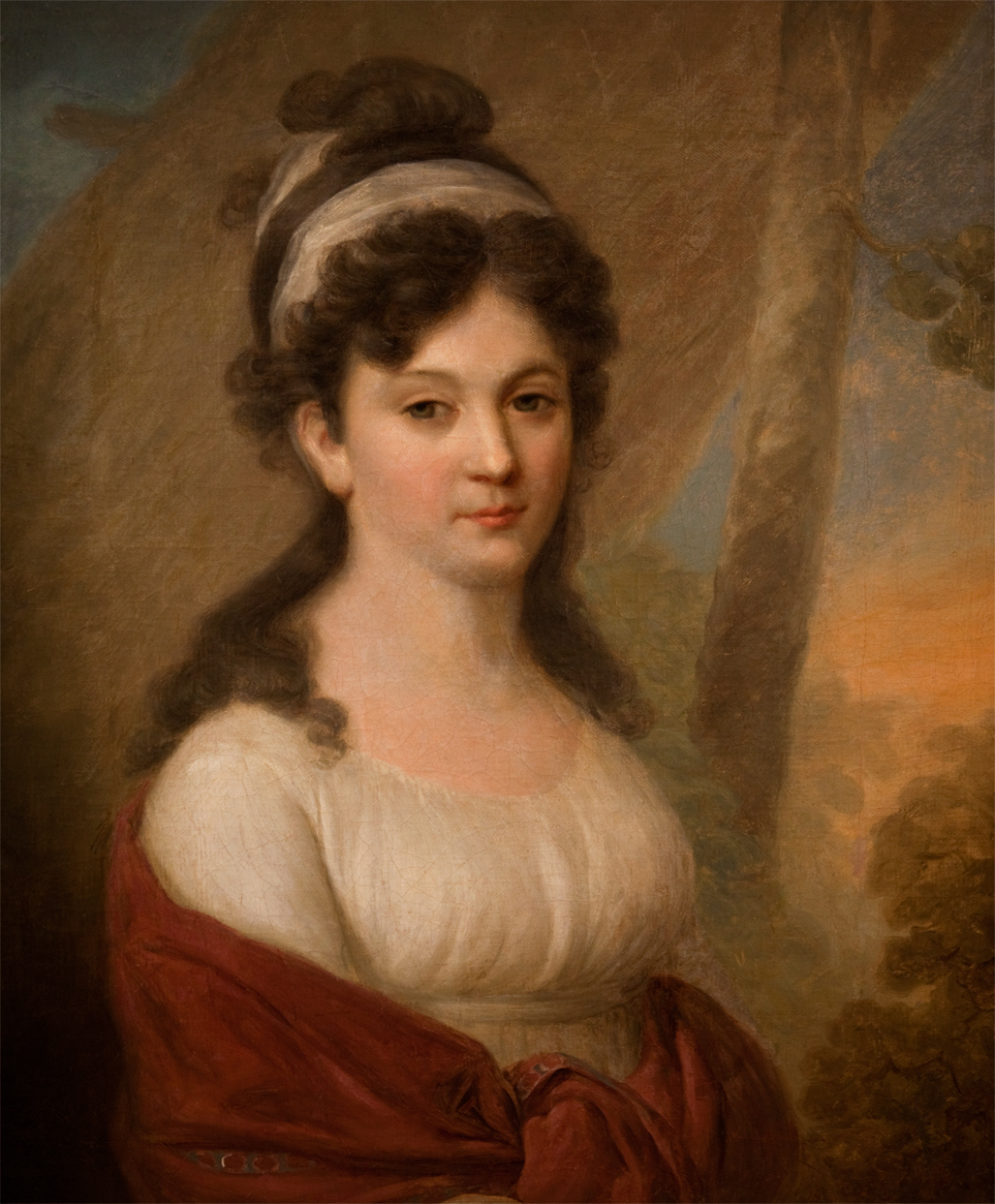
Екатерина Львовна Тютчева, урожд. Толстая

### Старшая нетитулованная ветвь
Василий Борисович Толстой (1706–1790), владелец села Ундоры, статский советник, внук И. А. Толстого; женат на Дарье Никитичне Змеевой
1. Анна, жена графа Ф. А. Остермана
2. Николай (1737–1774), полковник, замучен пугачёвцами; женат на грф. Анне Францевне Санти
  1. Софья, жена бригадира Н. С. Сафонова
3. Александр (1738—1815), симбирский губернатор; женат на Елизавете Васильевне Скворцовой
  1. Вера, жена генерал-майора П. Н. Ивашева
4. Лев (1740—1816), действительный статский советник; женат на Екатерине, сестре генерала А. М. Римского-Корсакова
  1. Надежда, жена генерал-майора И. И. Завалишина
  2. Екатерина, мать поэта Ф. И. Тютчева
  3. Павел (1784—1817), подполковник; женат на Марии Петровне Бутурлиной
    1. Сергей, генерал-майор; женат на Лидии Алексеевне Константиновой; про их потомков см. страницу Толстые-Милославские
      1. Павел (1848—1940), историк, камергер; в 1910 году получил с братьями позволение именоваться Толстым-Милославским (в знак происхождения от сестры боярина И. М. Милославского); в эмиграции приобрёл от Кирилла Владимировича графский титул
        1. Николай Дмитриевич Толстой-Милославский (род. 1935), правнук предыдущего, британский историк.

### Старшая графская ветвь

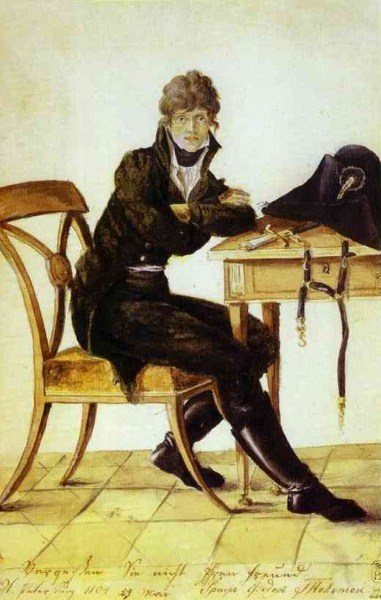
Граф Ф. П. Толстой

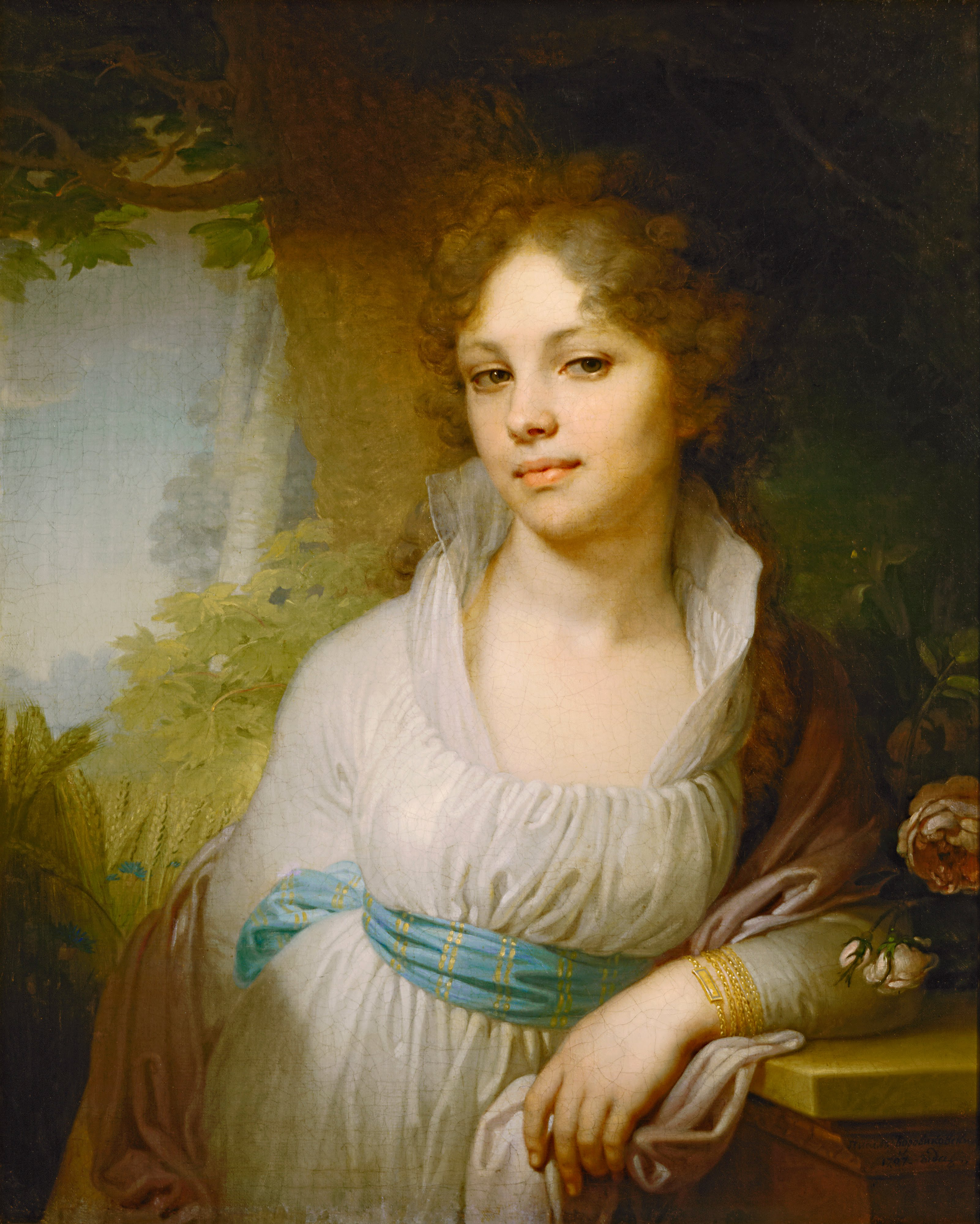
Портрет Марии Лопухиной, урожд. Толстой

Граф Андрей Иванович Толстой (1721—1803), внук графа Петра Андреевича; женат на кнж. Александре Ивановне Щетининой (в браке родилось несколько дочерей)
1. Пётр (1750—1802), генерал-майор; женат на Елизавете Егоровне Барбот де Марни
  1. Александр (1777—1819), полковник
  2. Константин (1779—1870); женат на Анне Алексеевне Перовской, внебрачной дочери графа А. К. Разумовского
    1. Алексей Константинович Толстой (1817—1875), поэт, драматург, прозаик, егермейстер, владелец усадьбы Красный Рог; женат на Софье Андреевне Бахметевой

  3. Пётр, мичман, утонул при крушении фрегата «Поллукс» в 1809 г.
  4. Фёдор Петрович Толстой (1783—1873), художник-медальер, вице-президент Академии художеств; женат на Анне Дудиной и Анастасии Ивановой
    1. Мария; жена писателя П. П. Каменского
    2. Екатерина, жена профессора Э. А. Юнге
    3. Ольга, жена статского советника А. А. Дмитриева; их сын носил двойную фамилию «Дмитриев-Толстой».
2. Иван (1748—1818), бригадир; женат на Анне Фёдоровне Майковой
  1. Фёдор «Американец» (1782—1846), полковник, известен своими дуэлями и приключениями; женат на цыганке Евдокии Максимовне Тураевой
  2. Пётр (1785—1833); женат на Елизавете Александровне Ёргольской
    1. Валериан (1813—1865); женат на своей троюродной сестре графине Марии Николаевне
      1. Елизавета, жена кн. Л. Д. Оболенского

    2. Александра, жена барона И. А. Дельвига

  3. Мария, жена егермейстера С. А. Лопухина; изображена на знаменитом портрете Боровиковского
  4. Вера, жена штабс-ротмистра С. А. Хлюстина; их дети — Семён, Анастасия
3. Василий (1753—1824), статский советник; женат на Екатерине Яковлевне Трегубовой
  1. Сергей Васильевич (1785—1831), симбирский и нижегородский вице-губернатор; женат на Вере Николаевне Шеншиной
    1. Николай Сергеевич (1812—1875), помещик и краевед Воскресенского края (Нижегородская губерния); женат на Лидии Николаевне Левашовой[2]
      1. Дмитрий Евгеньевич (1872—1925), внучатый племянник предыдущего, нотариус в Баку, владелец имения Борщево[3]; женат на Марии Дмитриевне Вальцовой
        1. Борис Дмитриевич (1897—1942), юрист; женат на писательнице Татьяне Владимировне Ефимовой
          1. Лидия Борисовна (1921—2006), писательница, жена советского литератора Юрия Либединского
4. Илья (1757—1820), тайный советник, казанский губернатор; женат на кнж. Пелагее Николаевне Горчаковой
  1. Николай (1794—1837), подполковник, владелец усадьбы Никольское-Вяземское; женат на кнж. Марии Николаевне Волконской, наследнице усадьбы Ясная Поляна Софья Толстая с мужем Сергеем Есениным
    1. Николай (1823—1860)
    2. Сергей (1826—1904)
    3. Дмитрий (1827—1856)

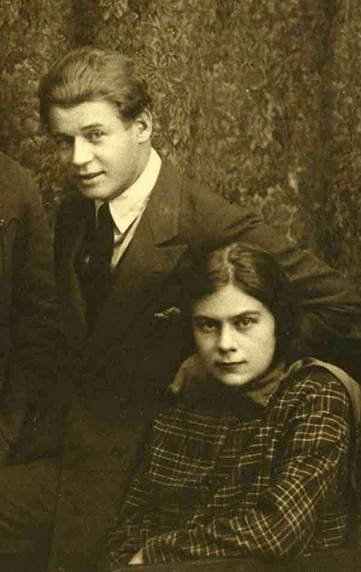
Софья Толстая с мужем Сергеем Есениным

    4. Лев Николаевич Толстой (1828—1910), писатель; женат на Софье Андреевне Берс; про их потомков см. здесь
    5. Мария (1830—1912), жена своего троюродного брата графа Валериана Петровича, позднее схимонахиня Шамординской пустыни

  2. Пелагея, жена полковника В. И. Юшкова
  3. Александра, жена барона К. И. Остен-Сакена
5. Фёдор (1758—1849), тайный советник, сенатор, собиратель рукописей, основатель усадьбы Ивановское; женат на Степаниде Алексеевне Дурасовой
  1. Аграфена (1800—1879), светская львица; жена графа А. А. Закревского
6. Андрей (1771—1844), полковник; женат на Прасковье Васильевне Барыковой
  1. Илья (1813—1879), генерал-лейтенант, наказной атаман оренбургских казаков
  2. Александра (1817—1904), камер-фрейлина, мемуаристка

### Средняя графская ветвь
Граф Степан Фёдорович Толстой (1756—1809), правнук графа Петра Андреевича, бригадир; женат на кнж. Александре Николаевне Щербатовой
1. Владимир (1778—1825), поручик Преображенского полка; женат на Прасковье Николаевне Сумароковой
  1. Михаил (1812–1896), историк церкви, действительный статский советник; женат на кнж. Елизавете Петровне Волконской

    1. Прасковья, жена кн. В. Д. Голицына
    2. Николай (1857—1915), контр-адмирал; женат на кнж. Марии Николаевне Мещерской
      1. Михаил (1896—1929); женат на Наталье Сергеевне Котляровой, оставившей мемуары
2. Андрей (1793—1830), штабс-капитан, владелец села Маково; женат на Прасковье Дмитриевне Венкстерн Артемий Лебедев, сын Татьяны Толстой

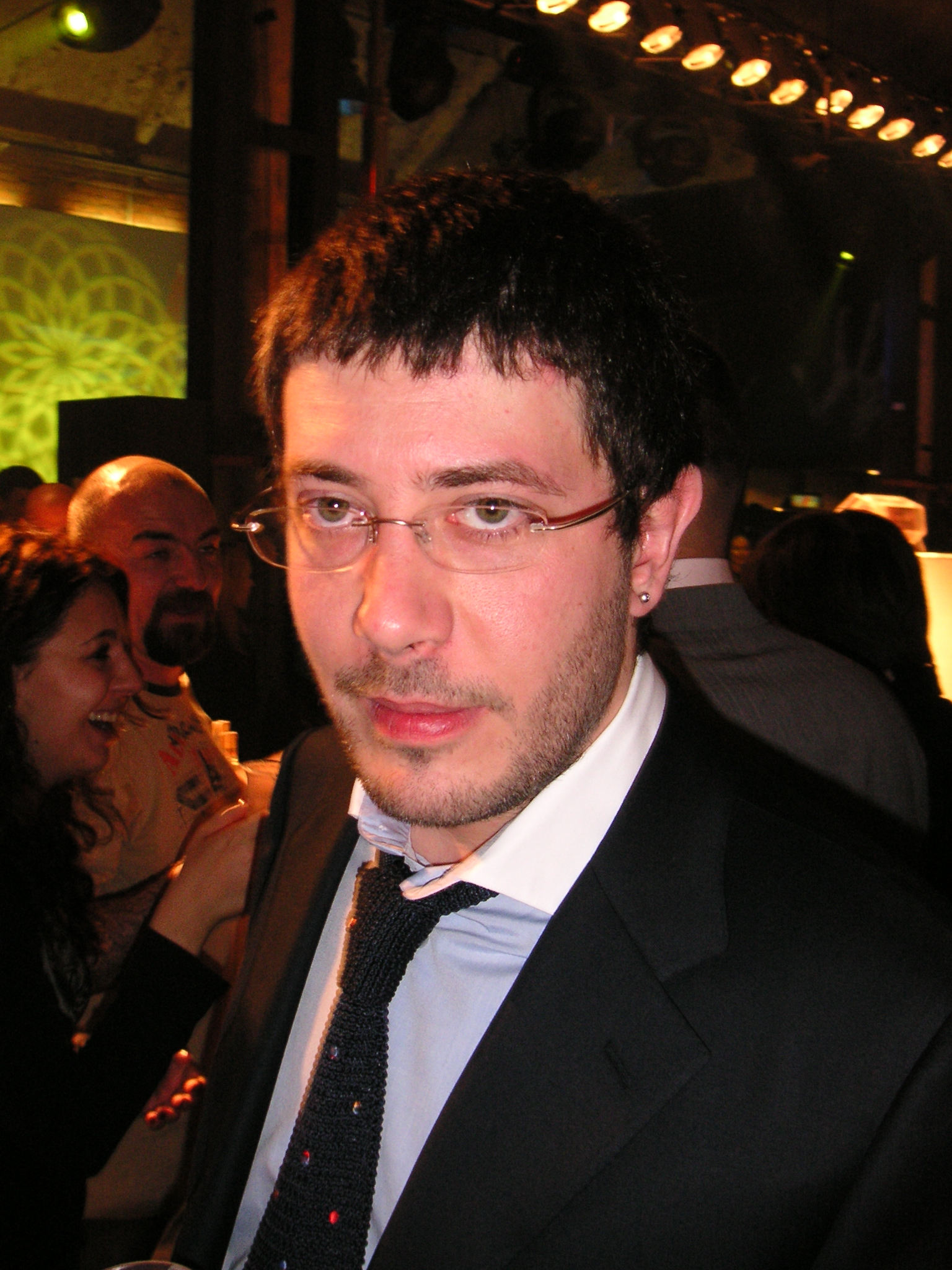
Артемий Лебедев, сын Татьяны Толстой

  1. Елизавета, жена Н. А. Замятнина, самарского губернатора
  2. Дмитрий Андреевич Толстой (1823–1889), министр народного просвещения, министр внутренних дел, президент Академии наук; женат на Софье Дмитриевне Бибиковой
    1. Софья, жена графа С. А. Толя, петербургского губернатора
3. Пётр (1798—1862), камергер; женат на Елизавете Фёдоровне Ильиной
  1. Прасковья, жена князя Г. Н. Вяземского
  2. Александр (1821—1867), подпоручик; женат на Александре Васильевне Устиновой
    1. Николай (1849—1900), самарский уездный предводитель дворянства; женат на Александре Леонтьевне Тургеневой
      1. Александр (1878—1918), виленский губернатор.
      2. Алексей Николаевич Толстой (1882—1945), известный писатель; женат на Софье Дымшиц и Наталье Крандиевской
        1. Марианна, жена генерал-лейтенанта Е. А. Шиловского
        2. Никита (1917–1994), доктор физико-математических наук, лауреат Сталинской премии; женат на Наталье Михайловне Лозинской (дочь М. Л. Лозинского)
          1. Михаил (род. 1940), физик, депутат Верховного совета РСФСР
          2. Наталия (1943—2010), переводчица, жена И. М. Ивановского
          3. Татьяна (род. 1951), писатель, публицист, телеведущая, мать Артемия Лебедева
          4. Иван (род. 1958), филолог, историк русской эмиграции

### Младшая графская ветвь

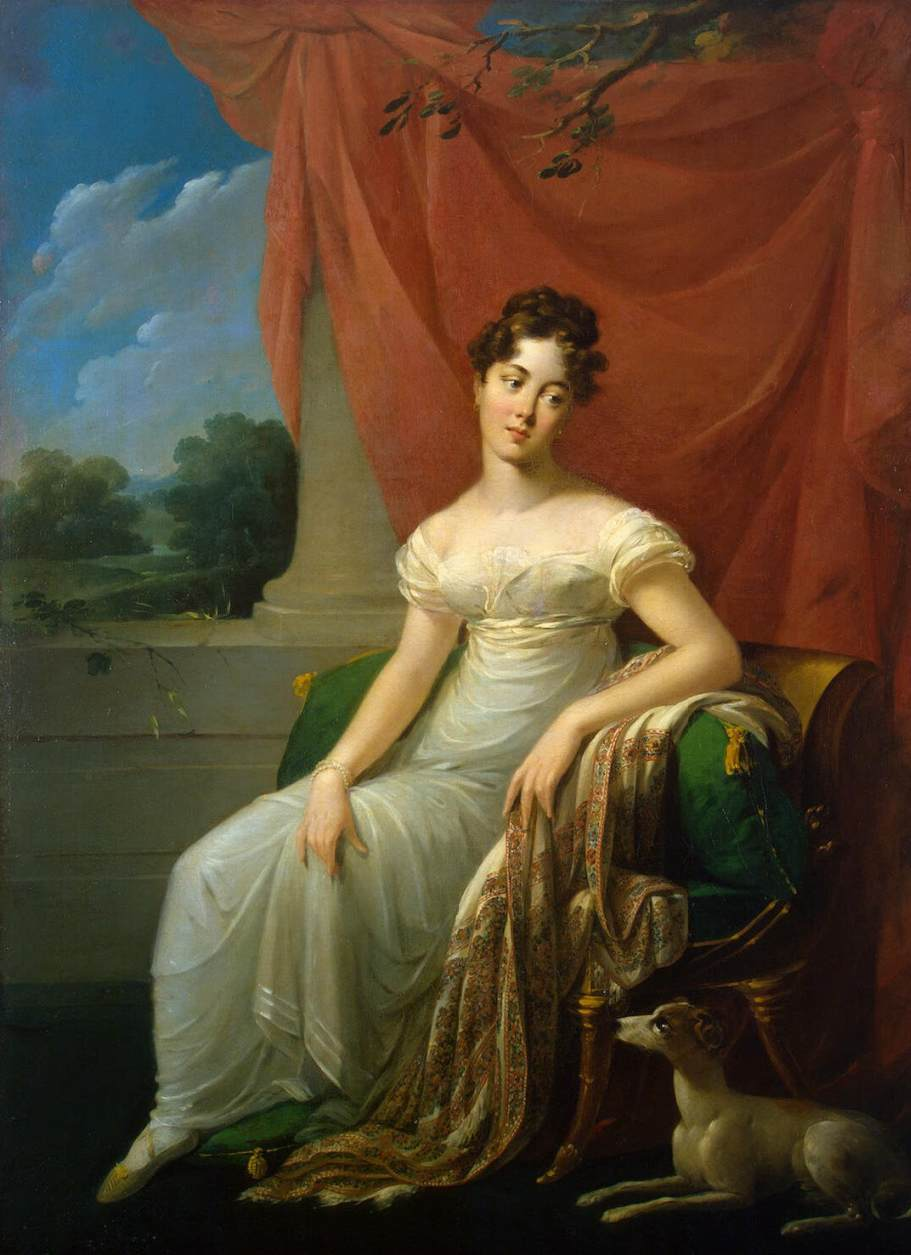
Софья Петровна Апраксина, урожд. Толстая

Граф Александр Петрович Толстой (1719—92), майор, внук графа Петра Андреевича, дядя фельдмаршала Н. И. Салтыкова; женат на Евдокии Львовне Измайловой, дочери генерала Л. В. Измайлова, внучке фельдмаршала М. М. Голицына
1. Екатерина, жена обер-егермейстера В. А. Пашкова
2. Дмитрий (1754—1832), могилёвский губернатор, тайный советник, владелец усадьбы Грудиновка; женат на кнж. Екатерине Александровне Вяземской
  1. Павел (1797—1875), тайный советник; женат на баронессе Софье Аретин
    1. Дмитрий (1844—94), камер-юнкер; женат на кнж. Александре Григорьевне Щербатовой
      1. Софья, жена князя И. А. Куракина

    2. Михаил (1845—1913), генерал-майор свиты, владелец Толстовского дома; женат на кнж. Ольге Александровне Васильчиковой, наследнице имения Трубетчино
      1. Виктор (1881—1944), селекционер
      2. Александр (1888—1918); женат на Ирине Михайловне Раевской (герцогине Мекленбургской)
        1. Ирина (1917—1998), жена князя Франца Фердинанда фон Изенбурга; их внучка София Прусская

      3. Софья (1895—1975), жена Г. В. Бибикова

  2. Михаил (1804—1891), действительный статский советник; женат на Екатерине Михайловне Комбурлей.
    1. Михаил (1835—1898), гласный Одесской городской думы, камергер, владелец дворца у Сабанеева моста.
      1. Михаил (1863—1927), одесский общественный деятель, меценат и коллекционер.

  3. Александра, жена генерала от кавалерии М. Ф. Влодека
  4. Евдокия, жена д.с.с. А. П. Лачинова
  5. Елизавета, жена д.с.с. М. И. Голынского Семья графа Н. А. Толстого

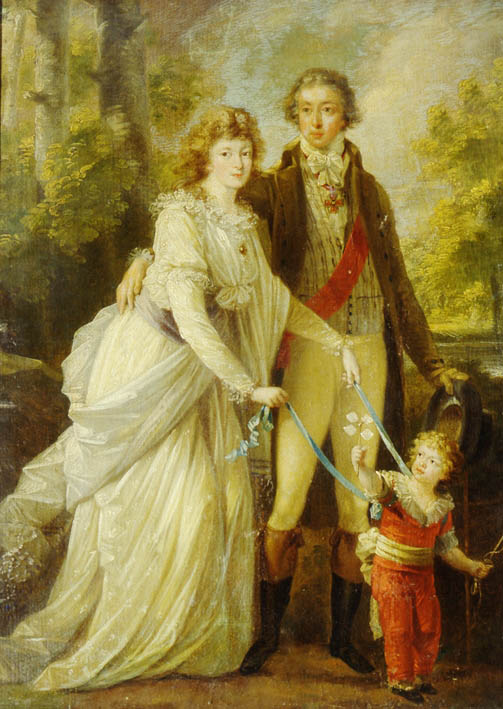
Семья графа Н. А. Толстого

3. Николай (1761—1816), обер-гофмаршал; женат на кнж. Анне Ивановне Барятинской
  1. Александр (1793—1866), обер-шенк; женат на кнж. Анне Михайловне Хилковой
  2. Екатерина, жена князя К. К. Любомирского
4. Пётр Александрович Толстой (1769—1844), генерал от инфантерии, петербургский генерал-губернатор, владелец усадьбы Узкое; женат на кнж. Марии Алексеевне Голицыной
  1. Алексей (1798—1854), генерал-лейтенант, сенатор
  2. Александр (1801—73), обер-прокурор Святейшего Синода; женат на кнж. Анне Георгиевне Грузинской; в их доме умер Гоголь
  3. Егор (1802—74), генерал-лейтенант, сенатор; женат на кнж. Варваре Петровне Трубецкой
    1. Мария, жена графа А. В. Орлова-Давыдова; её именем назван эстонский замок Маарьямяги

  4. Владимир (1805—75), генерал-майор; женат на грф. Софье Васильевне Орловой-Денисовой
  5. Иван (1810—73), тайный советник; женат на грф. Софье Сергеевне Строгановой
    1. Пётр (1849—1925), обер-камергер; женат на Вере Грейг
    2. Наталья, жена графа П. П. Ферзена

  6. Евдокия, жена графа А. Д. Гурьева
  7. Софья, жена В. С. Апраксина
  8. Анна, жена А. Н. Бахметева
  9. Александра, жена графа А. Н. Мордвинова

### Младшая нетитулованная ветвь

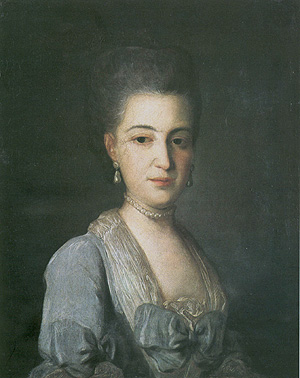
Анна Толстая, дочь вице-канцлера А. И. Остермана

Андрей Васильевич Толстой, стольник в 1686—1703 гг., крайне дальний родственник графа Петра Андреевича
1. Пётр, полковник; женат на кнж. Прасковье Фёдоровне Голицыной
2. Матвей (1701-63), генерал-аншеф; женат на Анне, дочери графа А. И. Остермана
  1. Иван (1746—1808), генерал-поручик; женат на Аграфене Ильиничне Бибиковой
    1. Граф (1796) Александр Остерман-Толстой (1770—1857), генерал от инфантерии, владелец усадьбы Ильинское; женат на кнж. Елизавете Алексеевне Голицыной; брак бездетный.
    2. Наталья, жена кн. М. Н. Голицына

  2. Николай (1752—1828), генерал-майор
  3. Фёдор (1748-89), генерал-майор; женат на Наталье Фёдоровне Лопухиной
    1. Александра, жена князя А. И. Ухтомского
    2. Матвей (1772—1815), тайный советник, сенатор; женат на Прасковье Михайловне Голенищевой-Кутузовой, старшей дочери князя Смоленского
      1. Павел Голенищев-Кутузов-Толстой (1800-83), генерал-майор; женат на Надежде Сергеевне Хитровой и на грф. Марии Константиновне Бенкендорф
        1. Павел Голенищев-Кутузов-Толстой (1843—1914), егермейстер; женат на Екатерине д’Андрини Дочери Надежды Толстой-Танеевой на балу 1903 года

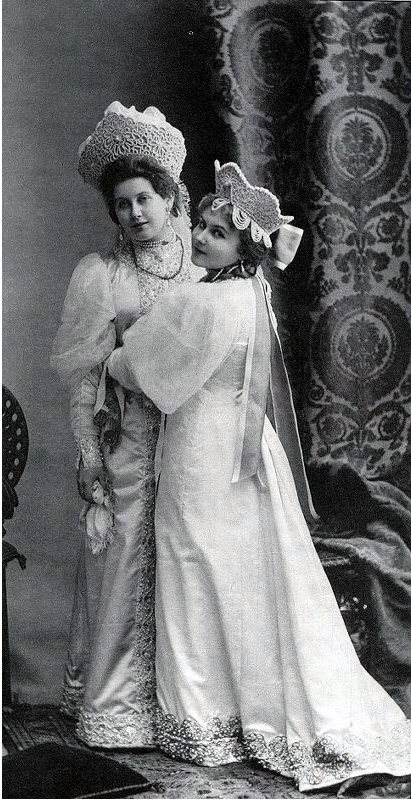
Дочери Надежды Толстой-Танеевой на балу 1903 года

          1. Михаил Голенищев-Кутузов-Толстой (1896—1980), жил в Ирландии; женат на кнж. Марии Григорьевне Волконской

      2. Николай (1802-80), генерал от инфантерии; женат на Екатерине Алексеевне Хитрово
        1. Михаил (1829-87), генерал-лейтенант, наказной атаман Уральского войска
        2. Алексей (1830-74), гофмейстер; женат на Александре Константиновне Губиной
          1. Николай (1867—1938), католический священник, репрессирован; от двух браков оставил потомство

        3. Илларион (1832—1904), генерал-лейтенант; женат на кнж. Александре Александровне Голицыной
          1. Надежда, последняя хозяйка усадьбы Рождествено, жена камергера А. С. Танеева; их дочь фрейлина Анна Вырубова
          2. Екатерина, жена Н. Д. Всеволожского

        4. Александр (1839-78), полковник, флигель-адъютант
        5. Мария, жена генерала от инфантерии А. А. Ребиндера

      3. Граф (1866) Иван Матвеевич Толстой (1806-67), обер-гофмейстер, министр почт и телеграфов; женат на Елизавете Васильевне Тулиновой
        1. Граф Матвей (1850-75); женат на грф. Александре Валерьяновне Канкриной
        2. Граф Иван (1858—1916), министр народного просвещения; женат на Людмиле Платоновне Грачевой
          1. Иван (1880—1954), филолог-классик, с 1946 г. академик

        3. Граф Дмитрий (1860—1941), директор Императорского Эрмитажа; женат на Елене Михайловне Чертковой Графиня Елена Михайловна Толстая, урожд. Черткова

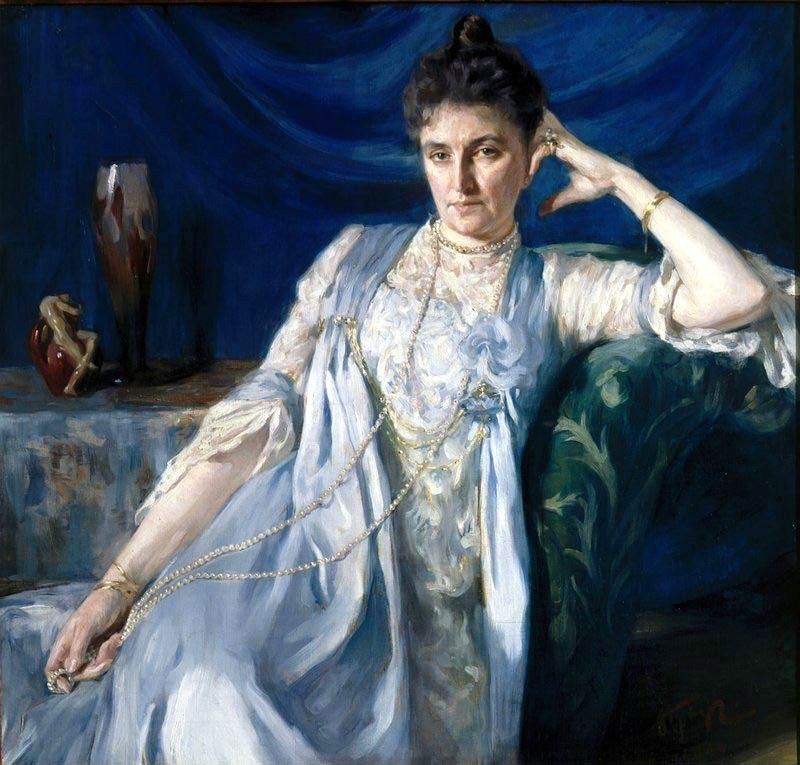
Графиня Елена Михайловна Толстая, урожд. Черткова

      4. Феофил (1810-81), гофмейстер, композитор; женат на Александре Дмитриевне Давыдовой
        1. Александр (1839—1910), обер-гофмаршал; женат на Марии Кравченко

      5. Григорий (1816-70), инженер-генерал-майор; женат на бар. Ольге Фитингоф
      6. Анна, жена князя Л. М. Голицына

### Прочие
- Толстой, Александр Григорьевич (ум. до 1802), в 1796—1797 гг. глава Тобольской губернии
- Толстой, Александр Петрович (1863—после 1917), член 3-й Государственной думы
- Толстой, Андрей Владимирович (1958—2016), искусствовед
- Толстой, Пётр Петрович (1870—1918), член 1-й Государственной думы
- Толстой, Сергей Николаевич (1908—1977), советский писатель и переводчик
- Толстой, Яков Николаевич (1791—1867), председатель общества «Зелёная лампа»
- Толстой, Петр Олегович (род. 1969), депутат Государственной Думы

## Имения
Основные землевладения Толстых располагались на территории современной Тульской, Орловской и Курской областей. Граф Николай Александрович Толстой (1761—1816), обер-гофмаршал и президент Придворной конторы, владел имениями в сёлах Нижние Деревеньки и Эммануиловке Льговского уезда и имением в с. Крупец Рыльского уезда, которые потом достались его сыну шталмейстеру двора, графу Александру Николаевичу Толстому (1795—1866). Семье Льва Толстого, помимо Ясной Поляны, принадлежало в Тульской губернии также имение Никольское-Вяземское. 

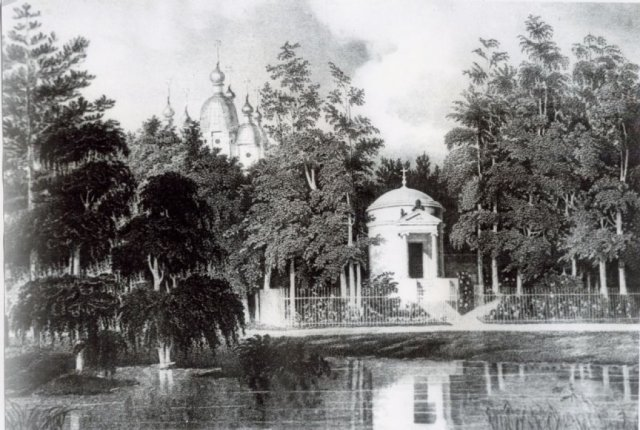
Усыпальница Толстых в Сергиевой Приморской пустыни

Граф Фёдор Андреевич Толстой использовал приданое, полученное за внучкой миллионера Мясникова, для возведения усадьбы Ивановское на территории современного Подольска. После него усадьбой владела дочь, Аграфена Закревская.
Графу Дмитрию Александровичу Толстому (губернатор Могилёва в 1812–13 гг.) было пожаловано Екатериной II имение Грудиновка в Могилёвской губернии.
Усадьба Толстых в Новых Ельцах под Осташковом (памятник архитектуры конца XVIII века) в настоящее время переоборудована под палас-отель «Селигер».

## Геральдика
Герб дворян Толстых общий для всех потомков Индриса. В щите, имеющем голубое поле, изображены золотая сабля и серебряная стрела, продетые остроконечиями крестообразно сквозь кольцо золотого ключа и над ключом с правой стороны видно серебряное крыло распростёртое. Щит увенчан обыкновенным дворянским шлемом с дворянской на нём короной и тремя страусовыми перьями. Намёт на щите голубой, подложен золотом. Герб внесён в Общий гербовник дворянских родов Российской империи, часть 2, 1-е отд., стр. 42.
Герб графов Толстых внесен в Общий гербовник дворянских родов Российской империи, часть 2, 1-е отделение, стр. 11. Щит, разделенный на шесть частей двумя линиями перпендикулярно и одной горизонтально, имеет посередине малый щиток голубого цвета, в котором изображены: золотая сабля и серебряная стрела, продетые остроконечиями крестообразно сквозь кольцо малого золотого ключа и над стрелой с правой стороны видно серебряное крыло распростёртое. В первой части в золотом поле половина орла. Во второй части в серебряном поле голубого цвета крест Св. Апостола Андрея. В третьей части в горностаевом поле золотой маршальский жезл перпендикулярно поставленный. В четвёртой части в шахматном поле, составленном из серебра и красного цвета, княжеская корона, наложенная на поверхность поставленного столба зелёного цвета. В пятой части в красном поле золотой столб, положенный диагонально справа налево, на коем означены три глобуса, имеющие верх серебряный, а низ голубой, и на левой стороне видна золотая звезда пятиугольная. В шестой части, разделенной перпендикулярно на два поля — серебряное и зелёное — изображены: вверху три и внизу четыре башни, переменяющие вид свой на краске в серебро, а на серебре в зелёный цвет; и наверху сих башен полумесяцы рогами вверх обращенные. На поверхности щита наложена графская корона с тремя на ней шлемами; из них средний шлем серебряный, увенчанный по достоинству, имеет на себе чёрного орла двуглавого, посреди коих поставлен маршальский жезл. Прочие же два шлема железные; из оных на первом: с правой стороны сверх короны видны два крыла распростёртые, голубого цвета и серебряное, с изображением на голубом крыле сабли, стрелы и ключа так, как в щите означены, на последнем: с левой стороны шлемы, сверх зелёной чалмы турецкой украшенной перлами, находится башня, половина её зелёного цвета, в другая серебряная с полумесяцем на вершине; из сей башни видна рука согбенная держащая перо золотое; а по сторонам чалмы две трубы — красная и золотая. Намет на щите золотой, серебряный, с голубым и красным цветом. Щит держат две борзые собаки в стороны смотрящие.

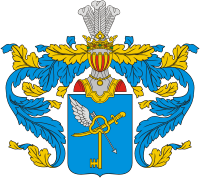
Герб рода Толстых ОГ II, 42
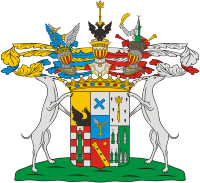
Герб рода графов Толстых ОГ I, 12
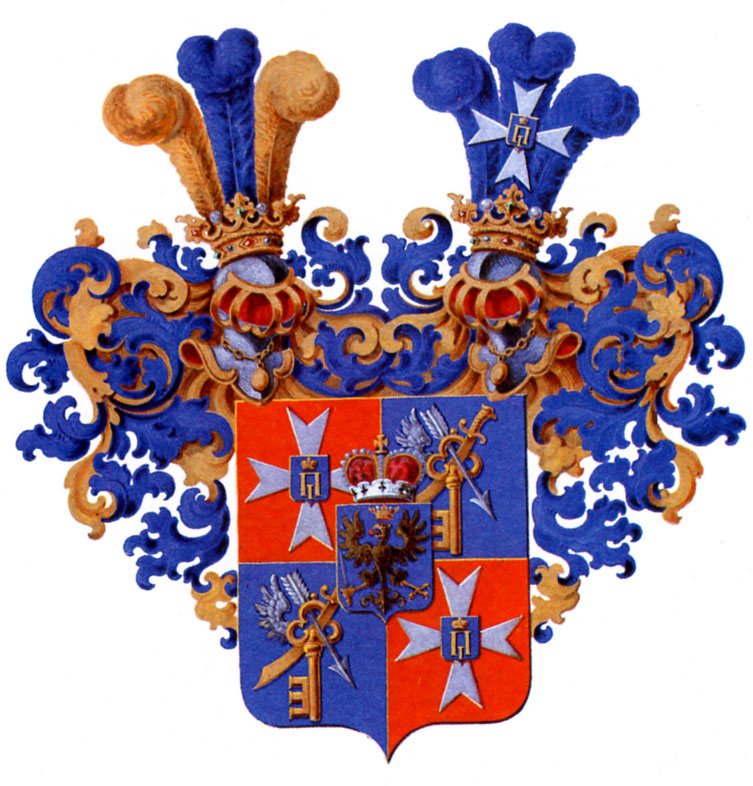
Герб рода Голенищевых-Кутузовых-Толстых ОГ XIII, 46

## Другие дворянские роды Толстых
Кроме потомства Индриса, существовали и иные дворянские роды Толстых, в «Гербовник» не внесённые:
1. Потомство Ивана Толстого (начало XVII века); внесено в VI часть дворянской родословной книги Саратовской и Симбирской губерний.
2. Потомство Осипа Толстого (этот род угас).
3. Потомство Силуяна Толстого (этот род угас).
4. Потомство Григория Толстого, состоявшего в посольстве в Персию (1742); внесено в III часть родословной книги Владимирской губернии.
5. Потомство Якова Толстого, дворянина Псковской губернии, помещика Новоторжевского уезда, сын которого Михаил в 1811 г. был выпущен из Морского корпуса; внесено во II часть родословной книги Смоленской губернии.
6. Потомство Семёна Ивановича Толстого, при отставке штабс-капитана (1831); внесено во II часть родословной книги Симбирской губернии.
7. Пётр Толстой, из дворян, в службе в Преображенском полку (с 1794); внесён во II часть родословной книги Казанской губернии.
8. Николай Ефимович Толстой, коллежский асессор (1836); внесён в III часть родословной книги Московской губернии.